# Горожанинов, Юрий Иванович
Ю́рий Ива́нович Горожа́нинов (род. 23 марта 1942 года, город Чердынь, Пермская область, РСФСР, СССР) — советский и российский машиностроитель, предприниматель, генеральный директор Уральского автомобильного завода (1988—1998), народный депутат СССР (1989—1991).
Заслуженный работник промышленности СССР (1991). Лауреат Государственной премии Российской Федерации (1998), доктор экономических наук, профессор.

## Биография
Родился в городе Чердынь, Пермской области. В 1970 году окончил Пермский политехнический институт по специальности «инженер-автомобилист».
После окончания института, с 1970 по 1974 года работал на заводе «Автозапчасть» (город Рославль, Смоленская область), сначала в должности заместителя главного технолога, а затем — главного металлурга. С 1974 по 1988 год трудился на ПО «КамАЗ» (город Набережные Челны, Татарской АССР). Занимал должности заместителя главного металлурга, директора агрегатного завода.
В 1988 году был назначен генеральным директором ПО «УралАЗ», после реорганизации предприятия стал президентом — генеральным директором ОАО «УралАЗ» (город Миасс, Челябинская область).
В 1989 году был избран Народным депутатом СССР. Исполнял обязанности депутата вплоть до роспуска Верховного Совета СССР в 1991 году.
Юрий Горожанинов внёс заметный вклад в техническое перевооружение ОАО «УралАЗ», создание новой технической базы для выпуска большегрузных автомобилей семейства «Урал», а также производство лесовозов и автомобилей «Урал-Ивеко» грузоподъемностью 15 и 18 тонн. Именно ему принадлежала идея первого ралли «Париж-Пекин», в рамках которого «Уралы» начали свой путь с берегов реки Сены и отправились покорять столицу Китая и его дороги. Будучи руководителем, Горожанинов всегда старался вникать во все процессы, происходящие на производстве. Каждую неделю он совершал обходы производств, проводил встречи с коллективами, где вёл прямой диалог с работниками. Сам он работал в очень напряженном графике — с утра и до девяти-десяти вечера по будням, и половину рабочего дня по субботам. 
Профессор Южно-Уральского государственного университета, действительный член Российской академии проблем качества (1995). Имеет ряд авторских свидетельств на изобретения, является автором ряда печатных работ.

## Награды

### Россия
- Орден Дружбы народов (27 июля 1993 года) — за большой вклад в разработку новых технологий производства большегрузных дизельных автомобилей, достижение предприятием высоких технико-экономических показателей и расширение

сотрудничества с зарубежными фирмами 
- Лауреат Государственной премии Российской Федерации в области науки и техники (1998) — за создание и внедрение прогрессивного семейства автомобилей «Урал» военного и гражданского назначения[5]
- Почётный гражданин города Миасса (1993)[6]
- медали

### СССР
- 2 ордена Трудового Красного Знамени (1981, 1985)
- орден «Знак Почёта» (1977)
- почётное звание «Заслуженный работник промышленности СССР» (29 ноября 1991 года) — за большой личный вклад в техническое перевооружение предприятия, увеличение выпуска большегрузных автомобилей и успешное решение социальных вопросов[7]
- медали